# كريسبوس أتوكس
كريسبوس أتوكس (بالإنجليزية: Crispus Attucks)‏ هو عامل سفن أمريكي من أصل أفريقي، ويعود نسبه إلى الأمريكيين الأصليين، ولد في عام 1723 وتوفي في 5 مارس عام 1770، ويُعتبر كثيرًا بأنه أول شخص يُقتل في مذبحة بوسطن وأول أمريكي يُقتل في الثورة الأمريكية. اختلف المؤرخون في آرائهم حول كريسبوس فيما إذا كان رجلًا حرًا أو عبدًا هاربًا، لكن معظمهم اتفقوا على أن أصله يعود إلى شعب الوامبانواغ (من قبائل الهنود الأصليين) وإلى أفريقيا. لم يذكر اثنان من المصادر المهمة التي شهدت مذبحة بوسطن التي حدثت في عام 1770 كيف كان شكل كريسبوس، هل هو رجل أسود أو زنجي؟ ولكن يبدو أن أهالي بوسطن يعتبروه من أصول عرقية مختلطة. ووفقًا لحساب حديث في صحيفة بنسيلفانيا جازيت الأمريكية، كان كريسبوس أتوكس رجلًا مُوَلّدًا، (رجل أسمر ضارب إلى الصفرة إذ كان الإنسان يُصنف قديمًا في أوروبا بين أبيض وهندي وأسود، وما اختلط بينهما: مولاتو أو المولدين) ولد في بلدة فرامينغهام الأمريكية، ولكنه انتمى حديثًا إلى جزيرة بروفيدانس الجديدة، وكان هنا من أجل الذهاب إلى ولاية كارولينا الشمالية.
أصبح أتوكس رمزًا للحركة المناهضة للعبودية في منتصف القرن التاسع عشر. وأثنى عليه مؤيدو حركة التحرير من العبودية لقيامه بدور بطولي في تاريخ الولايات المتحدة.

## النشأة وأصوله العرقية
ولد أتوكس في بلدة فرامينغهام الأمريكية في مقاطعة ماساتشوستس. وصفه تاريخ بلدة فرامينغهام المكتوب في عامي 1847 1887 بأنه كان عبدًا لخادم الكنيسة ويليام براون، وذلك على الرغم من عدم وضوح ما إذا كان براون هو سيده الأصلي. في عام 1750، أعلن براون عن عودة عبد هارب يُدعى كريسبوس، إذ وصفه براون بالإعلان ووصف ملابسه عندما رآه آخر مرة. وأعلن أيضًا عن مكافأة مالية قدرها 10 جنيهات ستُعطى لمن يجد أتوكس ويعيده إليه. كانت حالة أتوكس في وقت مذبحة بوسطن كشخص حر أو عبد هارب موضع نقاش بالنسبة للمؤرخين. أصبح أتوكس بحارًا وصيادًا في مرحلة ما، وقضى معظم حياته في البحر أو في العمل في أحواض لبناء السفن على طول ساحل المحيط الأطلسي.
في مقال نُشر في عام 1874 في السجل التاريخي الأمريكي، ذكر فيه جيبي بي فيشر فقرة من مذكرات جورج آر تي هويس الذي شارك في حفلة شاي بوسطن، (حادثة وقعت في 16 ديسمبر عام 1773 عندما هاجم المستوطنون الأمريكيون السفن البريطانية وألقوا صناديق الشاي إلى ميناء بوسطن احتجاجًا على سياسة الرسوم البريطانية) إذ ذُكر بالفقرة أنه في وقت مذبحة بوسطن، كان أتوكس هنديًا من جزيرة نانتوكيت وكان يعمل على متن سفينة لاصطياد الحيتان تعود للسيد فولجيرز، ثم عمل لاحقًا في الميناء، وكان يتحدث عن هتافات الحرب المميزة التي كان يصرخ بها وعن صفير الجماهير والحشود وحزنهم وصراخهم الشبيه بصراخ الهنود. اعتقد العديد من المؤرخين أن أتوكس استخدم اسم مايكل جونسون ليتجنب القبض عليه بعد هروبه من العبودية. ربما بقي لفترة مؤقتة في بوسطن في أوائل عام 1770 بعد أن عاد مؤخرًا من رحلة إلى جزر البهاما. وكان من المقرر أن يغادر بعد ذلك بوقت قصير على متن سفينة إلى ولاية كارولينا الشمالية.
إذًا كما ذكرنا، لم يُوصف كريسبوس أتوكس بأنه رجل أسود أو زنجي بل اعتُبر بأنه مولد (مولاتو) وهندي. وفي زمنه، اسُتخدمت كلمة مولاتو بكثرة لوصف لون البشرة بدلًا من العرق، واستُخدمت أحيانًا لوصف الأمريكيين الأصليين. في صحيفة بوتر الأمريكية الشهرية، ظهرت في نسخ المحكمة التي استُخدمت في محاكمة أتوكس قابلية استخدام كلا المصطلحين: «السؤال: هل رأيت مولاتو بين الأشخاص الذين تواجدوا بالقرب من الجنود؟ الجواب: لم أكن ألاحظ... السؤال: هل يبدو أنهم بحّارون أم من أبناء المدينة؟ الجواب: كان بعضهم يلبس ثيابًا شبيهة بثياب البحارة... سؤال: هل تعرف الهندي الذي قُتل؟ الجواب: لا.... السؤال: هل رأيت أحدًا منهم يهاجم الجنود بِعصا مصنوعة من الخشب؟ الجواب: لا». يختلف المؤرخون في الرأي بشأن تراث أتوكس، إذ يؤكد البعض أن عائلته قد تزاوجت مع العبيد الأفارقة، في حين يرى آخرون أنه ليس لديه أي تراث أفريقي. ولكن الأمر المعترف به على نطاق واسع أن لِأتوكس تراث أمريكي أصلي كبير.
لفتت السيرة الذاتية لميتش كاخون (أستاذ التاريخ الأمريكي الأفريقي في قسم التاريخ في جامعة ميشيغان الغربية) -بالإضافة إلى تاريخ بلدة فرامينغهام المتعدد والعائد إلى القرن التاسع عشر- الانتباه إلى وجود قرابة أو صلة بين كريسبوس أتوكس وجون أتوك من بلدة فرامينغهام، وهو من رجال شعب الناراغانسيت (شعب أمريكي أصلي كان يقطن في ولاية رود آيلاند) الذين شُنقوا في فرامينغهام في عام 1676 خلال حرب الملك فيليب (حرب استمرت من عام 1675 إلى عام 1676 بين المستعمرين الأمريكيين والسكان الأصليين في إقليم نيو إنجلاند).

معنى كلمة أتوك Atuuck في لغة شعب الناراغانسيت هي الغزال. ولاحظ كاخون أيضًا وجود قرابة أو صلة محتملة بين امرأة من بلدة ناتيك ووالدة أتوكس أو قريبته ناني بيتر أتوكس، التي وصفت في عام 1747 بقائمة جرد الأشخاص العبيد العائدة لجوزيف بوكمينستر مالك العبيد في بلدة فرامينغهام بأنها امرأة زنجية، ومعها جاكوب بيتر أتوكس الهندي -باعتباره قريب محتمل لجون أتوك- وذلك حسب تاريخ بلدة فرامينغهام لعام 1847. وأشارت مصادر أخرى إلى أن لقب العائلة كان بيتر أتوكس. في تاريخ وادي هوساك لعام 1747، وُصف جندي مستعمر بريطاني يُدعى موسيز بيتر أتوكس -الذي عاش بالقرب من مدينة ليسيستر- بأنه عبد زنجي لجون وايت. وفي مكان آخر، سُجل بأن اسمه موسيز أتوكس. سُجل أيضًا كل من جاكوب بيتر أتوكس وناني بيتر أتوكس كعبيد مع جوزيف بوكمينستر في عام 1730، ومع توماس بوكمينستر -الذي عُين في عام 1739 لقيادة مهمة حماية الغزلان في المنطقة- في عام 1740. أبلغ المؤرخ ويليام كوبر نيل عن وجود رسالة من عام 1860 من أحد سكان بلدة ناتيك مطبوعة أيضًا في نفس العام في منشورات جريدة المعتقين، وكان مضمون الرسالة:
«العديد من الأشخاص الذين يعيشون الآن في بلدة ناتيك يتذكرون عائلة أتوكس، مثل كريسبوس الذي قُتل في 5 مارس عام 1770، وسام الذي اختُصر اسمه إلى سام أتوكس أو سماتوكس، وسال المعروفة أيضًا باسم سلاتوكس، وبيتر الذي يُدعى باسم بيا توكس، ووالدتي التي ما زالت على قيد الحياة عن عمر يناهز 89 عامًا، تتذكر سال تحديدًا، وكان يُطلق عليها لقب امرأة قشر اليقطين لأنها اعتادت أن تحمل شراب الرام في قشرة اليقطين.... يُقال إن جميع أفراد العائلة هم أولاد جاكوب بيتر أتوكس.... اعتُبروا بأنهم من أصول هندية لكن كل من عرف سلالاتهم وصفهم بأنهم زنوج»
وجاء في بقية الرسالة أن أخته سال اعتادت أن تقول: إنه لو لم يقتلوا كريسبوس لكان قد قتلهم.
افتُرض أن الأمير يونجر بمثابة أب لأتوكس، وهو لم يصل إلى ولاية ماساتشوستس حتى منتصف عام 1720 بعد ولادة أتوكس، ولم يتزوج من ناني بيتر أتوكس حتى عام 1737، وبعد هذه الفترة أصبح لديهم أطفالًا سُجلوا في التواريخ المتعددة، ولكن كريسبوس لم يُذكر بينهم: «الابن الذي مات صغيرًا، وفيبي الذي لم يتزوج أبدًا». لم يُسجل فيبي أو كريسبوس تحت اسم عائلة أتوكس أو بيتر أتوكس.